# 프랑스군
프랑스군(프랑스어: Forces armées françaises, 줄여서 프랑스어: Armée française)는 프랑스 공화국의 조국방위와 국익수호를 맡는 군대를 말한다. 다음과 같이 네 가지 군으로 나뉘어 있다.
- 프랑스 육군 (Armée de terre)
  - 프랑스 해병대 (Troupes de marine)
- 프랑스 항공우주군 (Armée de l'air)
- 프랑스 해군 (Marine nationale française)
- 프랑스 헌병군 (Gendarmerie nationale) (군대조직이 아닌 프랑스 국가경찰 (Police nationale)과는 혼동하지 말 것).

나아가 프랑스의 군대는 프랑스통합참모총장이 지휘하는 다양한 합동작전 또한 포함하고 있다. 1997년 10월 28일에 병역개혁에 따라 징병제가 폐지된 바, 오늘날의 프랑스군은 직업군인과 예비역으로 구성되어 있다.

## 같이 보기
- 프랑스 외인부대